# Підлісне (Ростовська область)
Підлі́сне (рос. Подлесный) — селище в Матвієво-Курганському районі Ростовської області Росії. Входить до складу Алексєєвського сільського поселення.

## Географія
Географічні координати: 47°34' пн. ш. 38°48' сх. д. Часовий пояс — UTC+4.
Відстань до районного центру, селища Матвієв Курган, становить 6 км. Через селище протікає річка Міус.

### Урбаноніми
- вулиці — 1-а Садова, Заводська, Північна, Підлісна;
- провулки — Бригадний, Клубний, Глечиковий, Лісовий, Міуський, Поворотний, Річковий[2].

## Населення
За даними перепису населення 2010 року на території селища проживало 343 особи. Частка чоловіків у населенні складала 45,8% або 157 осіб, жінок — 54,2% або 186 осіб.